# Spartak Warna
Der FK Spartak 1918 Warna (bulgarisch футболен клуб Спартак 1918 Варна) ist ein bulgarischer Fußballverein in Warna. Derzeit spielt der Klub in der Parwa liga, der ersten Liga des Landes.

## Geschichte
Der Verein wurde am 28. August 1918 unter dem Namen Bulgarski Sokol Warna gegründet. Am 30. Januar 1924 fusionierte der Verein mit Schipka Warna, der neu entstandene Klub gab sich den Namen Schipenski Sokol Warna. Nachdem der Verein 1931 noch bulgarischer Vizemeister geworden war, gelang ein Jahr später der Titelgewinn.
Am 18. Oktober 1945 schloss sich der Klub mit den Ortsrivalen Lewski Warna und Rakowski Warna zusammen. Der neu entstandene Verein erhielt den Namen Spartak Warna. Zu Ehren Stalins wurde die Stadt Warna umbenannt, und der Klub bekam 1949 den Namen Spartak Stalin. 1956 erhielt er wieder den ursprünglichen Namen. 1961 erreichte Spartak das Finale des bulgarischen Pokals, musste sich jedoch ZSKA Sofia klar mit 0:3 geschlagen geben.
1969 wurde Lokomotiw Warna eingegliedert, der ZSK Spartak Warna entstand. 1983 erreichte der Klub wieder gegen ZSKA Sofia das Finale des Landespokals. Mit 0:4 fiel die Niederlage dieses Mal noch deutlicher aus. Drei Jahre später erfolgte eine erneute Umbenennung, seither trägt der Klub den aktuellen Namen.
Lange Jahre spielte Spartak erstklassig in der A Grupa, ehe man nach der Saison 1993/94 als Tabellenletzter in die B Grupa abstieg. Als Zweitligameister gelang jedoch der sofortige Wiederaufstieg und sogar in der folgenden Saison als Tabellensechster die Qualifikation für den UI-Cup. 1999 geriet Spartak in Abstiegsgefahr, hatte am Ende jedoch zwei Punkte Vorsprung auf die Abstiegsplätze. Ansonsten belegte der Klub Plätze im sicheren Mittelfeld. 2004 wurde es wieder eng, durch einen Sieg gegen Rodopa Smoljan am letzten Spieltag sicherte sich Spartak und hatte drei Punkte Vorsprung auf den Absteiger Botew Plovdiw.
In der Saison 2004/05 konnte sich Spartak jedoch nicht mehr retten, abgeschlagen als Tabellenletzter fehlten am Ende 15 Punkte zum Klassenerhalt. Allerdings machte der Klub nur ein Jahr Zwischenstation in der B Grupa und stieg als souveräner Meister wieder auf.
2008 wurde der Präsident des Clubs Iwan Slawkow wegen Nötigung zur Prostitution, Geldwäsche, Menschen- und Drogenhandel verhaftet.
Seit Mai 2010 trägt der Verein den Namen FK Spartak 1918.

## Kader 2025/26
Stand: 5. August 2025
| Nr. |            | Position | Name                     |
| --- | ---------- | -------- | ------------------------ |
| 1   | Australien | TW       | Iliya Shalamanov-Trenkov |
| 3   | Kroatien   | AB       | Mateo Jurić-Petrašilo    |
| 4   | Bulgarien  | AB       | Ivan Aleksiev            |
| 6   | Bulgarien  | MF       | Zhak Pehlivanov          |
| 7   | Portugal   | MF       | Bernardo Cuoto           |
| 8   | Bulgarien  | ST       | Daniel Ivanov            |
| 9   | Bulgarien  | ST       | Daniel Halachev          |
| 11  | Bulgarien  | MF       | Alexandar Georgiew       |
| 17  | Bulgarien  | MF       | Tsvetoslav Marinov       |
| 18  | Australien | MF       | Saad Moukachar           |
| 19  | Bulgarien  | MF       | Emil Jantschew           |

| Nr. |           | Position | Name                 |
| --- | --------- | -------- | -------------------- |
| 20  | Bulgarien | AB       | Deyan Lozev          |
| 21  | Brasilien | ST       | Xande                |
| 22  | Bulgarien | ST       | Aleksandar Yanchev   |
| 23  | Ukraine   | TW       | Maksym Kovalyov      |
| 29  | Liberia   | ST       | Kolako Johnson       |
| 39  | Bulgarien | MF       | Kristiyan Kurbanov   |
| 44  | Bulgarien | AB       | Angel Grantschow     |
| 50  | Bulgarien | AB       | Ilker Budinow        |
| 77  | Bulgarien | ST       | Alexandar Alexandrow |
| 88  | Bulgarien | MF       | Damyan Yordanov      |

## Erfolge
- Bulgarische Meisterschaft: 1932
- Bulgarischer Pokal
  - Finalist: 1961, 1983

## Europapokalbilanz
| Saison  | Wettbewerb                  | Runde        | Gegner              | Gesamt | Hin        | Rück    |
| ------- | --------------------------- | ------------ | ------------------- | ------ | ---------- | ------- |
| 1961/62 | Europapokal der Pokalsieger | 1. Runde     | SK Rapid Wien       | 2:5    | 0:0 (A)    | 2:5 (H) |
| 1983/84 | Europapokal der Pokalsieger | 1. Runde     | Mersin İdmanyurdu   | 1:0    | 0:0 (A)    | 1:0 (H) |
| 1983/84 | Europapokal der Pokalsieger | Achtelfinale | Manchester United   | 2:4    | 1:2 (H)    | 1:2 (A) |
| 1996    | UEFA Intertoto Cup          | Gruppenphase | TSV 1860 München    | 2:1    | 2:1 (H)    |         |
| 1996    | UEFA Intertoto Cup          | Gruppenphase | Łódzki KS           | 1:1    | 1:1 (A)    |         |
| 1996    | UEFA Intertoto Cup          | Gruppenphase | FC Kaučuk Opava     | 0:1    | 0:1 (H)    |         |
| 1996    | UEFA Intertoto Cup          | Gruppenphase | Kamas Tschelny      | 2:2    | 2:2 (A)    |         |
| 1997    | UEFA Intertoto Cup          | Gruppenphase | FC Groningen        | 0:2    | 0:2 (H)    |         |
| 1997    | UEFA Intertoto Cup          | Gruppenphase | Gloria Bistrița     | 1:2    | 1:2 (A)    |         |
| 1997    | UEFA Intertoto Cup          | Gruppenphase | HSC Montpellier     | 1:1    | 1:1 (H)    |         |
| 1997    | UEFA Intertoto Cup          | Gruppenphase | FK Čukarički        | 2:2    | 2:2 (A)    |         |
| 1998    | UEFA Intertoto Cup          | 1. Runde     | Baltika Kaliningrad | 1:5    | 0:4 (A)    | 1:1 (H) |
| 1999    | UEFA Intertoto Cup          | 1. Runde     | VV St. Truiden      | 1:8    | 1:2 (H)    | 0:6 (A) |
| 2001    | UEFA Intertoto Cup          | 1. Runde     | Dyskobolia Grodzisk | 4:1    | 0:1 (A)    | 4:0 (H) |
| 2001    | UEFA Intertoto Cup          | 2. Runde     | Tawrija Simferopol  | 2:5    | 00:3 (H) 1 | 2:2 (A) |

Gesamtbilanz: 22 Spiele, 3 Siege, 8 Unentschieden, 11 Niederlagen, 22:40 Tore (Tordifferenz −18)